# Back in Black
Back in Black je sedmým studiovým albem australské hard rockové skupiny AC/DC, vydané 25. července 1980.
Deska obsahuje jedny z největších hitů AC/DC jako Hells Bells, You Shook Me All Night Long, a titulní Back in Black.
Podle Anguse Younga je černý obal „znamení smutku“ za zpěváka Bona Scotta. Jde o nejúspěšnější album od AC/DC a třetí nejprodávanější album v historii vůbec, po celém světě přes 49 milionů kopií.

## Seznam skladeb
Všechny skladby napsal(i) Angus Young, Malcolm Young a Brian Johnson. 
| Strana 1 | Strana 1                       | Strana 1 |
| Pořadí   | Název                          | Délka    |
| -------- | ------------------------------ | -------- |
| 1.       | Hells Bells                    | 5:12     |
| 2.       | Shoot to Thrill                | 5:17     |
| 3.       | What Do You Do for Money Honey | 3:33     |
| 4.       | Given the Dog a Bone           | 3:30     |
| 5.       | Let Me Put My Love into You    | 4:16     |

| Strana 2       | Strana 2                            | Strana 2 |
| Pořadí         | Název                               | Délka    |
| -------------- | ----------------------------------- | -------- |
| 1.             | Back in Black                       | 4:14     |
| 2.             | You Shook Me All Night Long         | 3:30     |
| 3.             | Have a Drink on Me                  | 3:57     |
| 4.             | Shake a Leg                         | 4:06     |
| 5.             | Rock and Roll Ain't Noise Pollution | 4:15     |
| Celková délka: | Celková délka:                      | 42:12    |